# Teresa de Rogatis
Teresa de Rogatis, née à Naples le 15 octobre 1893 - morte le 8 janvier 1979, est une compositrice, guitariste, pianiste et professeure de musique classique italienne.

## Biographie
Née à Naples le 15 octobre 1893, Teresa de Rogatis est une enfant prodige qui donne son premier récital à l'âge de sept ans. Elle étudie le piano, la composition, le contrepoint, l'harmonie, la direction d'orchestre et le chant au Conservatoire San Pietro a Majella de sa ville natale. Alors qu'elle se trouve en tournée en Égypte, elle y rencontre Paolo Feninger, un homme de biens suisse, avec qui elle se marie et s'installe au Caire où il réside. Elle aide à fonder le Cairo Conservatoire (en) et y enseigne le piano et la guitare à la fin des années 1950. Elle retourne en Italie en 1963 après la mort de son époux et continue à enseigner et à composer jusqu'à sa mort, qui survient le 8 janvier 1979. 
Son fils Mario Feninger, qui est également pianiste concertiste, crée la Fondation de Teresa de Rogatis afin de publier et transmettre les compositions de sa mère.
Parmi ses élèves figure notamment Clara Campese qui interprète ses compositions.

## Discographie
- Œuvres pour piano - Mario Feninger, piano (1995/1996, Centre Culturel de Valprivas) (OCLC 642191722)
- Œuvres pour guitare - Clara Campese, guitare (octobre 2000, Guitart/Nìccolò) (OCLC 897381766 et 1115454839)
- Un hommage à Teresa de Rogatis - Cinzia Milani, guitare (juin 2018, Brilliant Classics) (OCLC 1085175667)